# شروما
شروما (به لاتین: Shroma) یک منطقهٔ مسکونی در گرجستان است که در شهرستان سوخومی واقع شده‌است. شروما ۳۸ نفر جمعیت دارد و ۲۷۰ متر بالاتر از سطح دریا واقع شده‌است.